# Coppa del Mondo di freestyle 2017
La Coppa del Mondo di freestyle 2017 è iniziata il 3 settembre 2016 a El Colorado, in Cile, e si è conclusa il 25 marzo 2017 a Voss, in Norvegia. La Coppa del Mondo organizzata dalla FIS prevedeva 6 discipline: salti, gobbe, halfpipe, ski cross, slopestyle e big air. Oltre alla Coppa del Mondo generale, sono state assegnate anche le Coppe del Mondo delle singole specialità.
Hanno conquistato la Coppa del Mondo generale il canadese Mikaël Kingsbury tra gli uomini e l'australiana Britteny Cox tra le donne.

## Uomini

### Risultati
| Data             | Località               | Nazione       | Spec. | Primo                                                             | Secondo                                                           | Terzo                                                             |
| ---------------- | ---------------------- | ------------- | ----- | ----------------------------------------------------------------- | ----------------------------------------------------------------- | ----------------------------------------------------------------- |
| 3 settembre 2016 | El Colorado            | Cile          | BA    | Henrik Harlaut                                                    | Fabian Bösch                                                      | Luca Schuler                                                      |
| 11 novembre 2016 | Milano                 | Italia        | BA    | Kai Mahler                                                        | Øystein Bråten                                                    | Eirik Sæterøy                                                     |
| 2 dicembre 2016  | Mönchengladbach        | Germania      | BA    | Henrik Harlaut                                                    | Luca Schuler                                                      | Eirik Sæterøy                                                     |
| 9 dicembre 2016  | Val Thorens            | Francia       | SX    | Jean-Frédéric Chapuis                                             | Sylvain Miaillier                                                 | Victor Öhling Norberg                                             |
| 10 dicembre 2016 | Val Thorens            | Francia       | SX    | Alex Fiva                                                         | Brady Leman                                                       | Viktor Andersson                                                  |
| 10 dicembre 2016 | Ruka                   | Finlandia     | MO    | Mikaël Kingsbury                                                  | Matt Graham                                                       | Benjamin Cavet                                                    |
| 13 dicembre 2016 | Arosa                  | Svizzera      | SX    | Romain Détraz                                                     | Brady Leman                                                       | Jean-Frédéric Chapuis                                             |
| 17 dicembre 2016 | Copper Mountain        | Stati Uniti   | HP    | Kevin Rolland                                                     | Benoît Valentin                                                   | Aaron Blunck                                                      |
| 17 dicembre 2016 | Montafon               | Austria       | SX    | Jean-Frédéric Chapuis                                             | Jonas Devouassoux                                                 | Marc Bischofberger                                                |
| 17 dicembre 2016 | Pechino                | Cina          | AE    | Anton Kušnir                                                      | Qi Guangpu                                                        | Zhou Hang                                                         |
| 18 dicembre 2016 | Pechino                | Cina          | AE    | Qi Guangpu                                                        | Liu Zhongqing                                                     | Wang Xindi                                                        |
| 18 dicembre 2016 | Beidahu                | Cina          | AET   | Russia Aleksandra Orlova Ljubov' Nikitina Maksim Burov            | Canada Catrine Lavallee Travis Gerrits Lewis Irving               | Australia Samantha Wells Danielle Scott David Morris              |
| 21 dicembre 2016 | San Candido            | Italia        | SX    | Filip Flisar                                                      | Tim Hronek                                                        | Alex Fiva                                                         |
| 22 dicembre 2016 | San Candido            | Italia        | SX    | Filip Flisar                                                      | Christoph Wahrstötter                                             | Arnaud Bovolenta                                                  |
| 13 gennaio 2017  | Lake Placid            | Stati Uniti   | MO    | Dmitriy Reiherd                                                   | Benjamin Cavet                                                    | Bradley Wilson                                                    |
| 14 gennaio 2017  | Lake Placid            | Stati Uniti   | AE    | Anton Kušnir                                                      | Mac Bohonnon                                                      | Maksim Burov                                                      |
| 14 gennaio 2017  | Font-Romeu-Odeillo-Via | Francia       | SS    | McRae Williams                                                    | Jesper Tjäder                                                     | Alex Bellemare                                                    |
| 14 gennaio 2017  | Watles                 | Italia        | SX    | Armin Niederer                                                    | Brady Leman                                                       | Jean-Frédéric Chapuis                                             |
| 15 gennaio 2017  | Watles                 | Italia        | SX    | Alex Fiva                                                         | Brady Leman                                                       | Armin Niederer                                                    |
| 21 gennaio 2017  | Saint-Côme             | Canada        | MO    | Mikaël Kingsbury                                                  | Sacha Theocharis                                                  | Walter Wallberg                                                   |
| 22 gennaio 2017  | Megève                 | Francia       | SX    | annullata per mancanza di neve e disputata il 14 gennaio a Watles | annullata per mancanza di neve e disputata il 14 gennaio a Watles | annullata per mancanza di neve e disputata il 14 gennaio a Watles |
| 28 gennaio 2017  | Alpe di Siusi          | Italia        | SS    | Colby Stevenson                                                   | Colin Wili                                                        | Russell Henshaw                                                   |
| 28 gennaio 2017  | Calgary                | Canada        | MO    | Matt Graham                                                       | Mikaël Kingsbury                                                  | Benjamin Cavet                                                    |
| 4 febbraio 2017  | Mammoth Mountain       | Stati Uniti   | HP    | Torin Yater-Wallace                                               | Gus Kenworthy                                                     | Taylor Seaton                                                     |
| 5 febbraio 2017  | Mammoth Mountain       | Stati Uniti   | SS    | annullata                                                         | annullata                                                         | annullata                                                         |
| 2 febbraio 2017  | Deer Valley            | Stati Uniti   | MO    | Mikaël Kingsbury                                                  | Benjamin Cavet                                                    | Philippe Marquis                                                  |
| 3 febbraio 2017  | Deer Valley            | Stati Uniti   | AE    | Qi Guangpu                                                        | Stanislaŭ Hladčenko                                               | Stanislav Nikitin                                                 |
| 4 febbraio 2017  | Deer Valley            | Stati Uniti   | DM    | Mikaël Kingsbury                                                  | Marc-Antoine Gagnon                                               | Brodie Summers                                                    |
| 4 febbraio 2017  | Feldberg               | Germania      | SX    | Jean-Frédéric Chapuis                                             | Brady Leman                                                       | Alex Fiva                                                         |
| 5 febbraio 2017  | Feldberg               | Germania      | SX    | Jean-Frédéric Chapuis                                             | Filip Flisar                                                      | Alex Fiva                                                         |
| 10 febbraio 2017 | Bokwang                | Corea del Sud | AE    | Anton Kušnir                                                      | Qi Guangpu                                                        | Mac Bohonnon                                                      |
| 11 febbraio 2017 | Bokwang                | Corea del Sud | MO    | Mikaël Kingsbury                                                  | Dmitriy Reiherd                                                   | Philippe Marquis                                                  |
| 11 febbraio 2017 | Québec                 | Canada        | BA    | Kai Mahler                                                        | Henrik Harlaut                                                    | Andri Ragettli                                                    |
| 12 febbraio 2017 | Québec                 | Canada        | SS    | Andri Ragettli                                                    | James Woods                                                       | Alex Beaulieu-Marchand                                            |
| 11 febbraio 2017 | Idre                   | Svezia        | SX    | Alex Fiva                                                         | Marc Bischofberger                                                | Igor' Omelin                                                      |
| 12 febbraio 2017 | Idre                   | Svezia        | SX    | Brady Leman                                                       | Arnaud Bovolenta                                                  | Jonas Devouassoux                                                 |
| 18 febbraio 2017 | Bokwang                | Corea del Sud | HP    | Torin Yater-Wallace                                               | Aaron Blunck                                                      | Benoît Valentin                                                   |
| 18 febbraio 2017 | Tazawako               | Giappone      | MO    | Mikaël Kingsbury                                                  | Philippe Marquis                                                  | Benjamin Cavet                                                    |
| 19 febbraio 2017 | Tazawako               | Giappone      | DM    | Mikaël Kingsbury                                                  | Benjamin Cavet                                                    | Matt Graham                                                       |
| 25 febbraio 2017 | Sunny Valley           | Russia        | SX    | Arnaud Bovolenta                                                  | Tim Hronek                                                        | Daniel Bohnacker                                                  |
| 25 febbraio 2017 | Minsk                  | Bielorussia   | AE    | Wang Xindi                                                        | Qi Guangpu                                                        | Zhou Hang                                                         |
| 25 febbraio 2017 | Thaiwoo                | Cina          | MO    | Mikaël Kingsbury                                                  | Brodie Summers                                                    | Matt Graham                                                       |
| 26 febbraio 2017 | Thaiwoo                | Cina          | DM    | Mikaël Kingsbury                                                  | Marco Tadé                                                        | Bradley Wilson                                                    |
| 3 marzo 2017     | Silvaplana             | Svizzera      | SS    | Alex Bellemare                                                    | McRae Williams                                                    | Gus Kenworthy                                                     |
| 4 marzo 2017     | Mosca                  | Russia        | AE    | Zhou Hang                                                         | Maksim Huscik                                                     | Maksim Burov                                                      |
| 5 marzo 2017     | Blue Mountain          | Canada        | SX    | Brady Leman                                                       | Christopher Del Bosco                                             | Filip Flisar                                                      |
| 6 marzo 2017     | Tignes                 | Francia       | HP    | Alex Ferreira                                                     | Taylor Seaton                                                     | Kevin Rolland                                                     |
| 24 marzo 2017    | Voss                   | Norvegia      | BA    | Christian Nummedal                                                | Birk Ruud                                                         | Ferdinand Dahl                                                    |
| 25 marzo 2017    | Voss                   | Norvegia      | BA    | Birk Ruud                                                         | Antoine Adelisse                                                  | Felix Stridsberg-Usterud                                          |

Legenda: 

AE = Salti 

BA = Big air 

HP = Halfpipe 

MO = Gobbe 

DM = Gobbe in parallelo 

SS = Slopestyle 

SX = Ski cross 

T = gara a squadre

### Classifiche

#### Generale
| Pos. | Nome                  | Nazione     | Punti |
| ---- | --------------------- | ----------- | ----- |
| 1    | Mikaël Kingsbury      | Canada      | 92,73 |
| 2    | Henrik Harlaut        | Svezia      | 65,67 |
| 3    | Qi Guangpu            | Cina        | 62,86 |
| 4    | Jean-Frédéric Chapuis | Francia     | 54,50 |
| 5    | Benjamin Cavet        | Francia     | 52,18 |
| 6    | Brady Leman           | Canada      | 51,50 |
| 7    | Matt Graham           | Australia   | 50,36 |
| 8    | Kevin Rolland         | Francia     | 47,80 |
| 9    | Benoît Valentin       | Francia     | 47,00 |
| 10   | Mac Bohonnon          | Stati Uniti | 46,86 |

#### Salti
| Pos. | Nome          | Nazione     | Punti |
| ---- | ------------- | ----------- | ----- |
| 1    | Qi Guangpu    | Cina        | 440   |
| 2    | Mac Bohonnon  | Stati Uniti | 328   |
| 3    | Anton Kušnir  | Bielorussia | 308   |
| 4    | Zhou Hang     | Cina        | 296   |
| 5    | Maksim Huscik | Bielorussia | 275   |

#### Gobbe
| Pos. | Nome             | Nazione    | Punti |
| ---- | ---------------- | ---------- | ----- |
| 1    | Mikaël Kingsbury | Canada     | 1020  |
| 2    | Benjamin Cavet   | Francia    | 574   |
| 3    | Matt Graham      | Australia  | 554   |
| 4    | Philippe Marquis | Canada     | 499   |
| 5    | Dmitriy Reiherd  | Kazakistan | 372   |

#### Skicross
| Pos. | Nome                  | Nazione  | Punti |
| ---- | --------------------- | -------- | ----- |
| 1    | Jean-Frédéric Chapuis | Francia  | 763   |
| 2    | Brady Leman           | Canada   | 721   |
| 3    | Alex Fiva             | Svizzera | 639   |
| 4    | Filip Flisar          | Slovenia | 525   |
| 5    | Armin Niederer        | Svizzera | 489   |

#### Halfpipe
| Pos. | Nome                | Nazione     | Punti |
| ---- | ------------------- | ----------- | ----- |
| 1    | Kevin Rolland       | Francia     | 239   |
| 2    | Benoît Valentin     | Francia     | 235   |
| 3    | Aaron Blunck        | Stati Uniti | 219   |
| 4    | Torin Yater-Wallace | Stati Uniti | 218   |
| 5    | Taylor Seaton       | Stati Uniti | 182   |

#### Slopestyle
| Pos. | Nome           | Nazione     | Punti |
| ---- | -------------- | ----------- | ----- |
| 1    | McRae Williams | Stati Uniti | 180   |
| 2    | Andri Ragettli | Svizzera    | 172   |
| 3    | Colin Wili     | Svizzera    | 144   |
| 4    | Jesper Tjäder  | Svezia      | 136   |
| 5    | Teal Harle     | Canada      | 135   |

#### Big air
| Pos. | Nome               | Nazione  | Punti |
| ---- | ------------------ | -------- | ----- |
| 1    | Henrik Harlaut     | Svezia   | 394   |
| 2    | Birk Ruud          | Norvegia | 251   |
| 3    | Øystein Bråten     | Norvegia | 242   |
| 4    | Kai Mahler         | Svizzera | 240   |
| 5    | Christian Nummedal | Norvegia | 229   |

#### FIS Super Series
| Pos. | Nome           | Nazione  | Punti |
| ---- | -------------- | -------- | ----- |
| 1    | Kai Mahler     | Svizzera | 216   |
| 2    | Henrik Harlaut | Svezia   | 209   |
| 3    | Andri Ragettli | Svizzera | 155   |
| 4    | Øystein Bråten | Norvegia | 152   |
| 5    | Eirik Sateroy  | Norvegia | 125   |

#### Cross Alps Tour
| Pos. | Nome                  | Nazione  | Punti |
| ---- | --------------------- | -------- | ----- |
| 1    | Jean-Frédéric Chapuis | Francia  | 359   |
| 2    | Filip Flisar          | Slovenia | 282   |
| 3    | Alex Fiva             | Svizzera | 255   |
| 4    | Brady Leman           | Canada   | 247   |
| 5    | Marc Bischofberger    | Svizzera | 220   |

## Donne

### Risultati
| Data             | Località               | Nazione       | Spec. | Prima                                                             | Seconda                                                           | Terza                                                             |
| ---------------- | ---------------------- | ------------- | ----- | ----------------------------------------------------------------- | ----------------------------------------------------------------- | ----------------------------------------------------------------- |
| 3 settembre 2016 | El Colorado            | Cile          | BA    | Emma Dahlström                                                    | Giulia Tanno                                                      | Melanie Kraizel                                                   |
| 11 novembre 2016 | Milano                 | Italia        | BA    | Lisa Zimmermann                                                   | Mathilde Gremaud                                                  | Emma Dahlström                                                    |
| 2 dicembre 2016  | Mönchengladbach        | Germania      | BA    | Silvia Bertagna                                                   | Emma Dahlström                                                    | Lisa Zimmermann                                                   |
| 9 dicembre 2016  | Val Thorens            | Francia       | SX    | Marielle Thompson                                                 | Fanny Smith                                                       | Sandra Näslund                                                    |
| 10 dicembre 2016 | Val Thorens            | Francia       | SX    | Anna Holmlund                                                     | Sandra Näslund                                                    | Daniela Maier                                                     |
| 10 dicembre 2016 | Ruka                   | Finlandia     | MO    | Britteny Cox                                                      | Perrine Laffont                                                   | Keaton McCargo                                                    |
| 13 dicembre 2016 | Arosa                  | Svizzera      | SX    | Marielle Thompson                                                 | Karolina Riemen-Żerebecka                                         | Ophélie David                                                     |
| 17 dicembre 2016 | Copper Mountain        | Stati Uniti   | HP    | Marie Martinod                                                    | Annalisa Drew                                                     | Devin Logan                                                       |
| 17 dicembre 2016 | Montafon               | Austria       | SX    | Marielle Thompson                                                 | Marielle Berger Sabbatel                                          | Heidi Zacher                                                      |
| 17 dicembre 2016 | Pechino                | Cina          | AE    | Xu Mengtao                                                        | Danielle Scott                                                    | Ljubov' Nikitina                                                  |
| 18 dicembre 2016 | Pechino                | Cina          | AE    | Danielle Scott                                                    | Xu Mengtao                                                        | Samantha Wells                                                    |
| 18 dicembre 2016 | Beidahu                | Cina          | AET   | Russia Aleksandra Orlova Ljubov' Nikitina Maksim Burov            | Canada Catrine Lavallee Travis Gerrits Lewis Irving               | Australia Samantha Wells Danielle Scott David Morris              |
| 21 dicembre 2016 | San Candido            | Italia        | SX    | Heidi Zacher                                                      | Marielle Thompson                                                 | Georgia Simmerling                                                |
| 22 dicembre 2016 | San Candido            | Italia        | SX    | Heidi Zacher                                                      | Fanny Smith                                                       | Marielle Berger Sabbatel                                          |
| 13 gennaio 2017  | Lake Placid            | Stati Uniti   | MO    | Britteny Cox                                                      | Perrine Laffont                                                   | Morgan Schild                                                     |
| 14 gennaio 2017  | Lake Placid            | Stati Uniti   | AE    | Ashley Caldwell                                                   | Danielle Scott                                                    | Kristina Spiridonova                                              |
| 14 gennaio 2017  | Font-Romeu-Odeillo-Via | Francia       | SS    | Tess Ledeux                                                       | Johanne Killi                                                     | Anouk Purnelle-Faniel                                             |
| 14 gennaio 2017  | Watles                 | Italia        | SX    | Sandra Näslund                                                    | Georgia Simmerling                                                | Heidi Zacher                                                      |
| 15 gennaio 2017  | Watles                 | Italia        | SX    | Marielle Thompson                                                 | Fanny Smith                                                       | Marielle Berger Sabbatel                                          |
| 21 gennaio 2017  | Saint-Côme             | Canada        | MO    | Justine Dufour-Lapointe                                           | Andi Naude                                                        | Chloé Dufour-Lapointe                                             |
| 22 gennaio 2017  | Megève                 | Francia       | SX    | annullata per mancanza di neve e disputata il 14 gennaio a Watles | annullata per mancanza di neve e disputata il 14 gennaio a Watles | annullata per mancanza di neve e disputata il 14 gennaio a Watles |
| 28 gennaio 2017  | Alpe di Siusi          | Italia        | SS    | Sarah Höfflin                                                     | Coline Ballet-Baz                                                 | Caroline Claire                                                   |
| 28 gennaio 2017  | Calgary                | Canada        | MO    | Britteny Cox                                                      | Justine Dufour-Lapointe                                           | Chloé Dufour-Lapointe                                             |
| 4 febbraio 2017  | Mammoth Mountain       | Stati Uniti   | HP    | Marie Martinod                                                    | Maddie Bowman                                                     | Ayana Onozuka                                                     |
| 5 febbraio 2017  | Mammoth Mountain       | Stati Uniti   | SS    | Maggie Voisin                                                     | Mathilde Gremaud                                                  | Johanne Killi                                                     |
| 2 febbraio 2017  | Deer Valley            | Stati Uniti   | MO    | Morgan Schild                                                     | Justine Dufour-Lapointe                                           | Britteny Cox                                                      |
| 3 febbraio 2017  | Deer Valley            | Stati Uniti   | AE    | Lydia Lassila                                                     | Kiley McKinnon                                                    | Xu Mengtao                                                        |
| 4 febbraio 2017  | Deer Valley            | Stati Uniti   | DM    | Britteny Cox                                                      | Andi Naude                                                        | Jaelin Kauf                                                       |
| 4 febbraio 2017  | Feldberg               | Germania      | SX    | Heidi Zacher                                                      | Fanny Smith                                                       | Sandra Näslund                                                    |
| 5 febbraio 2017  | Feldberg               | Germania      | SX    | annullata                                                         | annullata                                                         | annullata                                                         |
| 10 febbraio 2017 | Bokwang                | Corea del Sud | AE    | Xu Mengtao                                                        | Shen Xiaoxue                                                      | Yang Yu                                                           |
| 11 febbraio 2017 | Bokwang                | Corea del Sud | MO    | Britteny Cox                                                      | Justine Dufour-Lapointe                                           | Andi Naude                                                        |
| 11 febbraio 2017 | Québec                 | Canada        | BA    | Mathilde Gremaud                                                  | Giulia Tanno                                                      | Sarah Höfflin                                                     |
| 12 febbraio 2017 | Québec                 | Canada        | SS    | Johanne Killi                                                     | Sarah Höfflin                                                     | Giulia Tanno                                                      |
| 11 febbraio 2017 | Idre                   | Svezia        | SX    | Sandra Näslund                                                    | Sami Kennedy-Sim                                                  | Katrin Ofner                                                      |
| 12 febbraio 2017 | Idre                   | Svezia        | SX    | Marielle Thompson                                                 | Sandra Näslund                                                    | Fanny Smith                                                       |
| 18 febbraio 2017 | Bokwang                | Corea del Sud | HP    | Marie Martinod                                                    | Devin Logan                                                       | Ayana Onozuka                                                     |
| 18 febbraio 2017 | Tazawako               | Giappone      | MO    | Britteny Cox                                                      | Perrine Laffont                                                   | Andi Naude                                                        |
| 19 febbraio 2017 | Tazawako               | Giappone      | DM    | Jaelin Kauf                                                       | Julija Galyševa                                                   | Olivia Giaccio                                                    |
| 25 febbraio 2017 | Sunny Valley           | Russia        | SX    | Marielle Thompson                                                 | Sandra Näslund                                                    | Ophélie David                                                     |
| 25 febbraio 2017 | Minsk                  | Bielorussia   | AE    | Lydia Lassila                                                     | Danielle Scott                                                    | Xu Mengtao                                                        |
| 25 febbraio 2017 | Thaiwoo                | Cina          | MO    | Perrine Laffont                                                   | Justine Dufour-Lapointe                                           | Britteny Cox                                                      |
| 26 febbraio 2017 | Thaiwoo                | Cina          | DM    | Britteny Cox                                                      | Perrine Laffont                                                   | Justine Dufour-Lapointe                                           |
| 3 marzo 2017     | Silvaplana             | Svizzera      | SS    | Isabel Atkin                                                      | Emma Dahlström                                                    | Mathilde Gremaud                                                  |
| 4 marzo 2017     | Mosca                  | Russia        | AE    | Lydia Lassila                                                     | Xu Mengtao                                                        | Laura Peel                                                        |
| 5 marzo 2017     | Blue Mountain          | Canada        | SX    | Marielle Thompson                                                 | Sandra Näslund                                                    | Fanny Smith                                                       |
| 6 marzo 2017     | Tignes                 | Francia       | HP    | Cassie Sharpe                                                     | Ayana Onozuka                                                     | Marie Martinod                                                    |
| 24 marzo 2017    | Voss                   | Norvegia      | BA    | Emma Dahlström                                                    | Silvia Bertagna                                                   | Tora Johansen                                                     |
| 25 marzo 2017    | Voss                   | Norvegia      | BA    | Emma Dahlström                                                    | Silvia Bertagna                                                   | Kea Kühnel                                                        |

Legenda: 

AE = Salti 

BA = Big air 

HP = Halfpipe 

MO = Gobbe 

DM = Gobbe in parallelo 

SS = Slopestyle 

SX = Ski cross 

T = gara a squadre

### Classifiche

#### Generale
| Pos. | Nome              | Nazione   | Punti |
| ---- | ----------------- | --------- | ----- |
| 1    | Britteny Cox      | Australia | 81,27 |
| 2    | Emma Dahlström    | Svezia    | 75,50 |
| 3    | Marielle Thompson | Canada    | 74,23 |
| 4    | Marie Martinod    | Francia   | 72,00 |
| 5    | Xu Mengtao        | Cina      | 68,57 |
| 6    | Danielle Scott    | Australia | 63,86 |
| 7    | Sandra Näslund    | Svezia    | 60,77 |
| 8    | Silvia Bertagna   | Italia    | 60,00 |
| 9    | Perrine Laffont   | Francia   | 59,55 |
| 10   | Sarah Höfflin     | Svizzera  | 56,20 |

#### Salti
| Pos. | Nome             | Nazione   | Punti |
| ---- | ---------------- | --------- | ----- |
| 1    | Xu Mengtao       | Cina      | 480   |
| 2    | Danielle Scott   | Australia | 447   |
| 3    | Lydia Lassila    | Australia | 354   |
| 4    | Shen Xiaoxue     | Cina      | 240   |
| 5    | Ljubov' Nikitina | Russia    | 240   |

#### Gobbe
| Pos. | Nome                    | Nazione   | Punti |
| ---- | ----------------------- | --------- | ----- |
| 1    | Britteny Cox            | Australia | 894   |
| 2    | Perrine Laffont         | Francia   | 655   |
| 3    | Justine Dufour-Lapointe | Canada    | 596   |
| 4    | Andi Naude              | Canada    | 470   |
| 5    | Chloé Dufour-Lapointe   | Canada    | 440   |

#### Skicross
| Pos. | Nome              | Nazione  | Punti |
| ---- | ----------------- | -------- | ----- |
| 1    | Marielle Thompson | Canada   | 965   |
| 2    | Sandra Näslund    | Svezia   | 790   |
| 3    | Fanny Smith       | Svizzera | 683   |
| 4    | Heidi Zacher      | Germania | 656   |
| 5    | Ophélie David     | Francia  | 469   |

#### Halfpipe
| Pos. | Nome           | Nazione     | Punti |
| ---- | -------------- | ----------- | ----- |
| 1    | Marie Martinod | Francia     | 360   |
| 2    | Ayana Onozuka  | Giappone    | 250   |
| 3    | Annalisa Drew  | Stati Uniti | 225   |
| 4    | Cassie Sharpe  | Canada      | 185   |
| 5    | Maddie Bowman  | Stati Uniti | 156   |

#### Slopestyle
| Pos. | Nome              | Nazione     | Punti |
| ---- | ----------------- | ----------- | ----- |
| 1    | Sarah Höfflin     | Svizzera    | 281   |
| 2    | Johanne Killi     | Norvegia    | 280   |
| 3    | Coline Ballet-Baz | Francia     | 196   |
| 4    | Isabel Atkin      | Regno Unito | 182   |
| 5    | Emma Dahlström    | Svezia      | 176   |

#### Big air
| Pos. | Nome             | Nazione  | Punti |
| ---- | ---------------- | -------- | ----- |
| 1    | Emma Dahlström   | Svezia   | 453   |
| 2    | Silvia Bertagna  | Italia   | 360   |
| 3    | Mathilde Gremaud | Svizzera | 225   |
| 4    | Giulia Tanno     | Svizzera | 186   |
| 5    | Kea Kühnel       | Germania | 166   |

#### FIS Super Series
| Pos. | Nome             | Nazione  | Punti |
| ---- | ---------------- | -------- | ----- |
| 1    | Mathilde Gremaud | Svizzera | 225   |
| 2    | Silvia Bertagna  | Italia   | 200   |
| 3    | Lisa Zimmermann  | Germania | 160   |
| 4    | Emma Dahlström   | Svezia   | 153   |
| 5    | Sarah Höfflin    | Svizzera | 146   |

#### Cross Alps Tour
| Pos. | Nome              | Nazione  | Punti |
| ---- | ----------------- | -------- | ----- |
| 1    | Marielle Thompson | Canada   | 475   |
| 2    | Heidi Zacher      | Germania | 324   |
| 3    | Fanny Smith       | Svizzera | 293   |
| 4    | Daniela Maier     | Germania | 256   |
| 5    | Sandra Näslund    | Svezia   | 240   |

## Coppa delle Nazioni
| Pos. | Nazione     | Punti |
| ---- | ----------- | ----- |
| 1    | Canada      | 7697  |
| 2    | Francia     | 5757  |
| 3    | Stati Uniti | 5300  |
| 4    | Svizzera    | 4865  |
| 5    | Australia   | 3517  |